# Arvid Bernhard Maunsbach
Arvid Bernhard Maunsbach, född 21 januari 1905 i Gävle, död 21 maj 1972 i Katrineholm, var en svensk tandläkare och ämbetsman.
Arvid Bernhard Maunsbach var son till disponenten Arvid Maunsbach. Efter studentexamen vid Norrköpings högre allmänna läroverk 1924 studerade han vid tandläkarinstitutet 1925–1927. Efter tandläkarexamen hade Maunsbach tandläkarpraktik i Katrineholm 1927–1938 och var föreståndare för skoltandvården där 1928–1937. Han var assistent, extra lärare och tillförordnad laborator vid tandläkarinstitutets tandfyllnadsavdelning 1931–1936, inskrevs 1931 vid Karolinska Institutet och blev 1934 medicine kandidat där 1934. Maunsbach var biträdande lärare i tandfyllnadskonst vid tandläkarhögskolan 1937–1939, tandvårdsinspektör i Södermanlands län 1937–1939, blev byrådirektör för tandvårdsärenden i Medicinalstyrelsen och odontologisk sakkunnig i försäkringsrådet. Han var ledamot av försvarsväsendets tandvårdsutredning 1941–1944, blev medicine licentiat 1942, var ledamot av 1946 års folktandvårdssakkunniga 1946-1948, medicinalråd och byråchef i Medicinalstyrelsen 1947–1960 och ledamot av statens medicinska forskningsråds subkommitté för kariesforskning. Maunsbach var även ledamot av 1951 års tandläkarkommission 1951–1958, ledamot av direktionen för svenska diakonissällskapet 1952–1969, ordförande i styrelsen för Östfora alkoholistanstalt 1953–1965, ledamot av 1957 års folktandvårdssakkunniga 1957–1959, ledamot av kommittén angående nordiskt samarbete om odontologisk materialprövning 1960–1961, ledamot av styrelsen för svenska sektionen av Lutherska världsförbundet 1963–1969, ledamot av styrelsen för Lövsta skolhem och yrkesskola 1963–1969 och ledamot av styrelsen för International Conference of Social Work 1963–1969. Maunsbach blev 1969 odontologie hedersdoktor vid Lunds universitet.